# Casola do Foxo
La Casola do Foxo est un dolmen situé dans la commune de Muíños, dans la province d'Ourense, en Galice.

## Description
Datant entre 3000 et 2500 ans av. J.-C. il se trouve près du barrage du réservoir de Salas. Le site fait partie du parc naturel Baixa Limia-Serra do Xurés. À l'autre extrémité du barrage se trouve le dolmen de Casiña da Moura.
Ce site mégalithique contient une chambre polygonale d'environ 2,60 × 2,40 m constituée de sept orthostates et d'une grande dalle de couverture, mais le couloir a disparu. Il a été restauré en 2015.
Il a été déclaré Bien d'intérêt culturel en 2011.

### Liens connexes
- Liste des sites mégalithiques en Galice